# 쇼! 행운열차
《쇼! 행운열차》는 1999년 5월 9일부터 2004년 10월 24일까지 방송했던 오락 개그와 주택복권을 추첨했던 텔레비전 프로그램이었다.

## 역대 MC
- 1대 : 임성민, 유재석, 이창명 (1999년 5월 9일 ~ 10월 17일)
- 2대 : 지석진, 최양락, 손미나 (1999년 10월 24일 ~ 2000년 4월 30일)
- 3대 : 김한국, 손미나 (2000년 5월 7일 ~ 2000년 10월 8일)
- 4대 : 김한국, 변우영 (2000년 10월 15일 ~ 2001년 11월 4일)
- 4대 : 이지연, 신영일 (2001년 11월 11일 ~ 2002년 10월 27일)
- 5대 : 김현욱, 이지연 (2002년 11월 3일 ~ 2003년 6월 22일)
- 6대 : 이승연 (2003년 6월 29일 ~ 12월 28일)
- 7대 : 이승연, 표영호 (2004년 1월 4일 ~ 4월 18일)
- 8대 : 표영호, 이지현 (2004년 4월 25일 ~ 5월 2일)
- 9대 : 박준형, 이지현 (2004년 5월 9일 ~ 10월 31일)

## 역대 출연자
- 최양락
- 심형래
- 엄용수
- 최병서
- 김한국
- 김미화
- 김의환
- 김대희
- 김영철
- 서동균
- 이희구
- 김미진
- 이계인
- 김지선
- 양원경
- 김숙
- 김수용
- 박승대
- 서현선
- 정형돈
- 김학래
- 김병만
- 이수근
- 박준형
- 정종철
- 황승환
- 황기순
- 김대범
- 유세윤
- 장동민
- 유상무
- 정명훈
- 이덕재
- 김시덕
- 김상태
- 윤성호
- 홍인규
- 안영미
- 강주희
- 강유미
- 엄태경
- 허동환
- 장동혁
- 박성호
- 류담
- 한상규
- 조수원
- 김다래
- 조세호
- 최형만
- 최정화
- 김성희
- 김인석
- 윤선희
- 이재훈
- 김기수
- 허승재
- 오지헌
- 강일구
- 김진철
- 안상태
- 홍종호
- 서원섭
- 황현희
- 정헌범
- 박상원
- 길용우
- 이순재

## 방송 시간
- 1999년 5월 9일 ~ 1999년 10월 17일 - 매주 일요일 오전 11시
- 1999년 10월 24일 ~ 2001년 4월 29일 - 매주 일요일 낮 12시 20분
- 2001년 5월 6일 ~ 2001년 11월 4일 - 매주 일요일 낮 1시 10분
- 2001년 11월 11일 ~ 2002년 3월 31일 - 매주 일요일 낮 1시
- 2002년 4월 7일 ~ 2002년 10월 27일 - 매주 일요일 낮 12시 50분
- 2002년 11월 3일 ~ 2004년 10월 24일 - 매주 일요일 낮 1시

## 참고 사항
- 해당 프로그램이 첫 회(1999년 5월 9일)부터 같은 해 10월 17일까지 매주 일요일 오전 11시에 방송될 무렵 경쟁 상대에 속한 SBS 좋은 친구들의 당시 공동 MC였던 박수홍과 남희석은 제1회 KBS 대학 개그제 공채 동기였는데[4] 남희석이 공동 사회를 본 SBS 보야르 원정대는 해당 프로그램과 함께 2003년 경제정의실천시민연합이 선정한 <시청자가 뽑은 나쁜 프로그램>에 선정되는[5] 불명예를 안아야 했다.

## 같이 보기
- 홈런! 일요일
- 행운의 일요특급
- 쇼! 행운을 잡아라 - 전작
- 개그콘서트 - 모방 프로그램